# Chata wuja Toma (film 1965)
Chata wuja Toma (niem. Onkel Toms Hütte, fr. La Case de l’oncle Tom, wł. La capanna dello zio Tom, serb.-chorw. Čiča Tomina koliba) – film dramatyczny z 1965 w reżyserii Gézy von Radványi na podst. powieści Harriet Beecher Stowe o tym samym tytule.

## Obsada
- John Kitzmiller – wuj Tom
- Erik Jelde – wuj Tom (głos)

- Otto Wilhelm Fischer – pan St. Clare
- Michaela May – Evangeline St. Clare
- Herbert Lom – Simon Legree
- Mylène Demongeot – Harriet
- Thomas Fritsch – George Shelby
- Olive Moorefield – Cassy
- Juliette Gréco – Dinah
- Eleonora Rossi Drago – pani St. Clare
- Ursula Traun – pani St. Clare (głos)
- Charles Fawcett – pan Shelby
- Heinz Engelmann – pan Shelby (głos)
- Vilma Degischer – pani Shelby
- Rosemarie Fendel – pani Shelby (głos)
- Catana Cayetano – Eliza
- Erika von Thellmann – Ophelia
- Bibi Jelinek – Virginia
- George Goodman – Sambo
- Harold Bradley – Harris
- Aziz Saad – Napoleon
- Rhet Kirby – Topsy
- Dorothee Ellison – matka Toma
- Harry Tamekloe – Andy
- Heinz Hölscher – kwakier
- Eartha Kitt – śpiewaczka
- Christian Marschall – Narrator (głos)

## Wersja polska
Reżyseria: Seweryn Nowicki
Wystąpili:
- Kazimierz Wichniarz – wuj Tom
- Edmund Fetting – pan Saint Claire
- Stanisław Zaczyk – Simon Legree
- Małgorzata Włodarska – Evangeline St. Clare
- Andrzej Zaorski – George Shelby
- Jolanta Wołłejko – Cassy
- Zofia Mrozowska – pani Shelby
- Barbara Wrzesińska – Eliza
- Jarosław Skulski – Sambo

Źródło: